# Romersk mytologi
Romersk mytologi betegner fortællinger om guder i den romerske religion. Den kom til udtryk på flere måder. De to vigtigste var den gamle kultiske form og den primært litterære form. Mens den litterære opstod sent og i høj grad var baseret på lån fra den græske mytologi, adskilte den traditionelle kultrelaterede mytologi sig meget fra den græske religion.

## Myter i traditionel religion
I modsætning til fx grækerne og egypterne brugte romerne ikke myter i forbindelse med dyrkelsen af deres guder. De blev først skrevet mod slutningen af den republikanske tid, da romerske digtere adopterede den græske opfattelse af guderne. Den romerske gudsopfattelse var mere abstrakt og meget anderledes end fx den græske måde at tænke på guderne, hvor myterne var et vigtigt element i beskrivelsen af dem. En græker ville sikkert fortælle myten om Demeters store sorg over Hades’ bortførelse af hendes datter Persefone, hvis han fx skulle fortælle, hvem denne gudinde var. En romer, der blev spurgt om gudinden Ceres, ville derimod med stor sandsynlighed fortælle, at hun havde en præst, Flamen, og tilhørte en triade af frugtbarhedsguder, der også omfattede Liber og Libera. Han ville måske endda nævne en række mindre guddomme for nogle specialiserede funktioner, der også var knyttet til hende; fx Sarritor (lugning), Messor (høst), Convector (fragtning af høsten), Conditor (opbevaring af forråd), Insitor (såning) og mange flere.
Den arkaiske romerske "mytologi" bestod ikke af fortællinger om guderne, men snarere af forbindelser mellem gudernes indbyrdes og komplekse relationer mellem mennesker og guder. I stedet for myter havde der inden for den romerske religion udviklet sig et strengt rituelt system, hvor præsteskaber, ritualer og gudernes indbyrdes relationer var ordnet. Romerske legender om en formativ urtid var dog ikke ukendte. Der fandtes en rig tradition af historier om byens grundlæggelse og tidligste historie, og disse legender omhandlede menneskenes handlinger, men der forekom ofte en eller anden form for guddommelig intervention. De oprindelige historier blev i lighed med myterne suppleret med materiale fra græske heltekvad, fx blev Æneas, en af skikkelserne fra den Trojanske krig, gjort til stamfader for Romulus og Remus. Denne tendens kulminerede i den tidlige kejsertid med Æneiden af Vergil og Ab urbe condita af Livius. Lares var husguder, mens penater vogtede lagerrummene. Penates publici vogtede Roms held og lykke, angiveligt medbragt fra Troja af Æneas, og opbevaret i Lavinium. 
Da romerne kom til at regere et stort imperium, blev den romerske religion påvirket af fremmede folkeslags traditioner, og romerne importerede mange nye guddomme, religioner og kultfællesskaber. Især blev den græske mytologi assimileret i den romerske, og myter om græske guder blev nu associeret med romerske. Kildematerialet om den tidlige form for romersk mytologi er dog sparsom, og den viden, vi har om den i dag, stammer især fra yngre forfattere, der ønskede at redde den traditionelle religion fra fremmed forurening. En forfatter var Marcus Terentius Varro. Andre samtidige var dog stærkt påvirket af de hellenistiske strømninger og indarbejdede gerne græske elementer i romersk materiale, se fx Ovids Fasti.

## Oprindelige romerske og italiske guder
I den romerske rituelle praksis skelnedes der klart mellem to forskellige grupper af guder; di indigetes og di novensides eller novensiles. Indigetes var de oprindelige guder i den romerske statskult, og deres navne og karakteristika bliver indikeret af de titler, de ældste præsteembeder bar. 30 af dem blev dyrket i forbindelse med særlige festivaler, der blev afholdt på bestemte tidspunkter i løbet af året. Novensides var guder, hvis kult var blevet indført inden for historisk tid, ofte som reaktion på en akut krisesituation eller for at opfylde et bestemt behov. Et berømt tilfælde var forflytningen af Magna Maters helligdom til Rom.
De gamle forhistoriske guder omfattede udover di indigetes, en stor gruppe af specialguder, som var knyttet til helt bestemte funktioner. Det kunne fx være pløjning. De fragmenter, som er bevaret af pløjeritualerne, tyder på, at en særlig guddom blev påkaldt ved hver ny fase i et arbejde, fx en ny for hvert element inden for arbejdet. Guddommenes navne var ofte afledninger af ordet for den aktivitet, de repræsenterede. Den tidlige romerske kultpraksis skal derfor snarere beskrives som "polydaimonisme" frem for polyteisme; kultdeltagerne opfattede ikke de guder, de påkaldte, som meget andet end navne og funktioner, og de beskrev dem primært som numen (= kræfter), som manifesterede sig under helt særlige omstændigheder.
Indigetes karakteristika og de fester, hvormed romerne fejrede dem, viser, at det tidligste romerske samfund ikke blot var et landbrugssamfund, men i høj grad også et krigersamfund, hvor kamp var hyppigt forekommende. De oprindelige guder repræsenterede hver især vigtige elementer i romernes dagligliv, og en vigtig gud som Mars besad egenskaber, der både var knyttet til krig og til landbrug.

## Guder og gudinder
Liste over romerske guder (med angivelse af primære funktioner)
- Apollo (lys, forår, renhed, lovmæssighed, spådomskunst, musik, sang)
- Aurora (morgenrøden)
- Bacchus (vin)
- Ceres (agerbrug)
- Collatina (bakketoppe)[2]
- Cupido (kærlighed)
- Diana (jagt)
- Fama (berømmelse)
- Faunus (frugtbarhed og seksuel lyst)
- Fortuna (held)
- Hostilina (får kornet til at vokse i samme højde)[3]
- Janus (begyndelser, afslutninger, døre, porte, nytår, kalenderen)
- Jugatinus (bjerge)[4]
- Juno (ægteskab, familie)
- Jupiter (øverste gud, himmel, lyn)
- Juventas (evig ungdom)
- Luna (Månen)
- Mars (krig, landbrug)
- Merkur (frugtbarhed, handel, trafik)
- Minerva (visdom, videnskab, kunst)
- Neptun (hav, jordskælv)
- Nodotus (beskytter af knæ og led i voksende planter)[5]
- Patellana (får kornet til at åbne sig)[3]
- Pluto (underverden, jordbrug)
- Proserpina (kornets første blade og skud)
- Rusina (enge, dyrkbar jord)[6]
- Segetia (beskytter kornet, når det kommer op af jorden)[7]
- Seia (beskytter kornet, mens det spirer i jorden)[7]
- Silenus (kildevæld)
- Sol (solen)
- Tellus (Jorden)
- Vallonia (dale)[2]
- Venus (kærlighed, skønhed)
- Vesta (arnen)
- Volutina (kornakset)[3]
- Vulcanos (ild, smedekunst)
- Æolus (vindene)

## Helte
- Cincinnatus, Cloelia, Horatius – ikke digteren, men netop helten, samt Remus og Romulus.

## Andre
- Coriolanus, Castor og Pollux, Lavinia, Sibylle, Tarpeia, Rhea Silvia.